# Frérage
Le frérage était la coutume de partage d'un fief entre frères et sœurs.
Avec la pluralité de l'Hommage lige attestée dès le XIe siècle, le seigneur va perdre en influence et voir le fief (concession accordée personnellement à un vassal en échange de fidélité) ne plus lui revenir à la mort de son vassal mais être transmis héréditairement. C'est ainsi que le vassal va transmettre à ses descendants le fief. Le seigneur pour tenter de garder tant bien que mal sa propriété réclama alors qu'ils lui prêtent hommage mais à partir du milieu du XIIe siècle, seul l'aîné le fera, ses frères devenant éventuellement ses propres vassaux, d'où l'expression de frérage.